# 백링크
백링크(backlink) 또는 역링크는 웹 리소스의 경우 웹 리소스를 가리키는 다른 일부 웹사이트로부터의 링크이다.웹 리소스는 (이를테면) 웹사이트, 웹 페이지, 웹 디렉터리가 될 수 있다.
백링크는 인용에 상응하는 참조이다. 웹 페이지의 백링크의 양과 소스는 페이지가 얼마나 중요한지를 가늠하기 위해 구글의 페이지랭크 알고리즘이 평가하는 요소에 속한다. 즉, 페이지랭크 점수는 얼마나 많이 웹 페이지가 검색 결과로 이동되는지를 결정하기 위해 구글 검색이 사용하는 변수들 가운데 하나이다. 백링크의 중요도는 서적, 학위 논문, 학술지의 인용 분석과 비슷하다.
백링크는 들어오는 링크(incoming link), 인바운드 링크(inbound link), 인링크(inlink), 인워드 링크(inward link)라고도 한다.
백링크 작업을 위해서 고려되어야 하는 부분은, 수량, 퀄리티, 연관성, 링크빌딩 등이다.

## 백링크의 효과

### 검색 순위 상승
구글의 알고리즘은 백링크로부터 시작되었다.
내 웹사이트의 '고품질' 백링크가 걸려 있는 경우, 구글은 내 웹사이트를 신뢰할 만한 사이트라고 판단하는 알고리즘이 있기 때문에 내 사이트를 점점 상위에 노출시킬 확률이 높아진다. 다만 여기서 중요한건 단순히 백링크의 '양' 이 많다고 좋은게 절대 아니고, 오히려 저품질의 백링크는 내 사이트에 페널티를 받게 할 수 있기 때문에 매우 조심해야 한다. 프리랜서나 개인이 운용하는 백링크는 대부분 저품질인 경우가 많다. 따라서 SEO 회사등을 통해 구매하게 되는데, 국내에서는 정상적인 고품질의 화이트햇 백링크 작업을 할 수 있는곳이 손에 꼽기 때문에, DA/PA나, 화이트햇, 분산화된 링크빌딩 전략을 사용하는지 등을 물어 보는 것이 좋다.

## 내부 링크
내부 링크(Internal link)는 같은 웹사이트에서 연결된 링크이다. 내부링크를 사용하게 되면 사용자의 편의성을 높일 수 있고, 검색엔진이 크롤링(Crawling)하기 쉬워 Sitemap을 제출하지 않아도 색인(index)될 수 있다. 또한 PA(Page Authority)가 분배되어 검색엔진 최적화(SEO)에 좋은 영향을 미친다.

## Dofollow 링크
링크 주스 (Link Juice)를 전달할 수 있는 링크이다.

## Nofollow 링크
링크 주스를 전달하지 않지만 트래픽 향상과 인지도 향상에 도움을 주는 링크이다. 그러나 구글은 2019년 9월에 nofollow 속성에서도 유의미한 상관관계를 파악하는 방법을 연구 중이라고 발표했다.

## 같이 보기
- 페이지랭크
- 검색 엔진 최적화
- 트랙백